# Clavilla (Instrument musical)

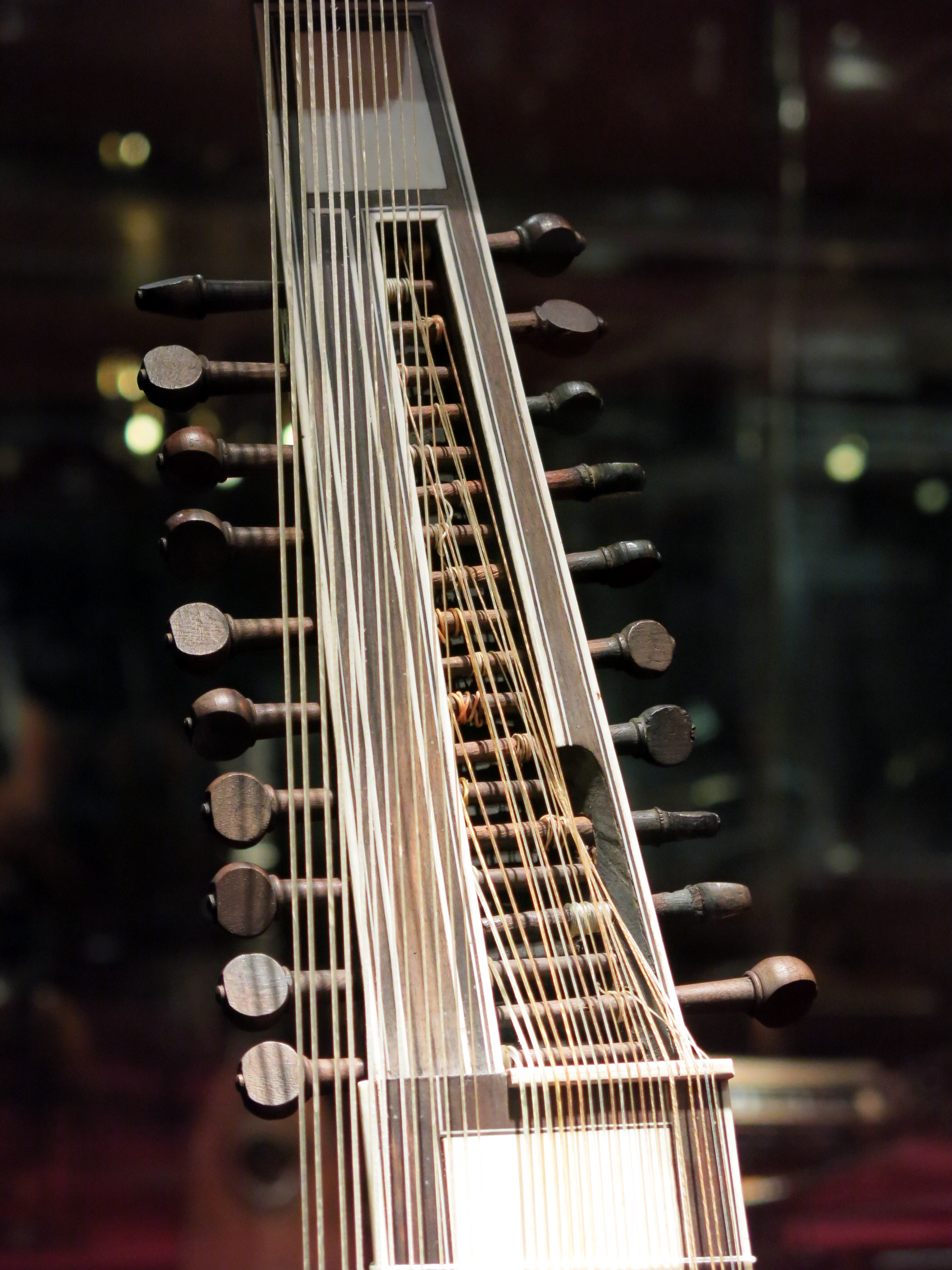
Exemple de clavilles de fusta en un llaüt, al Museu de la Música de Barcelona

Una clavilla és un torniquet de fusta o de metall on es fixa l'extrem de les cordes dels cordòfons, que permet tibar les cordes per a afinar-les. Les clavilles superiors del cap es giren per tal de modificar la tensió i afinació de les cordes. Les clavilles del pont tenen la funció de fixar l'extrem inferior de la corda quan el sistema del pont no és de lligat.

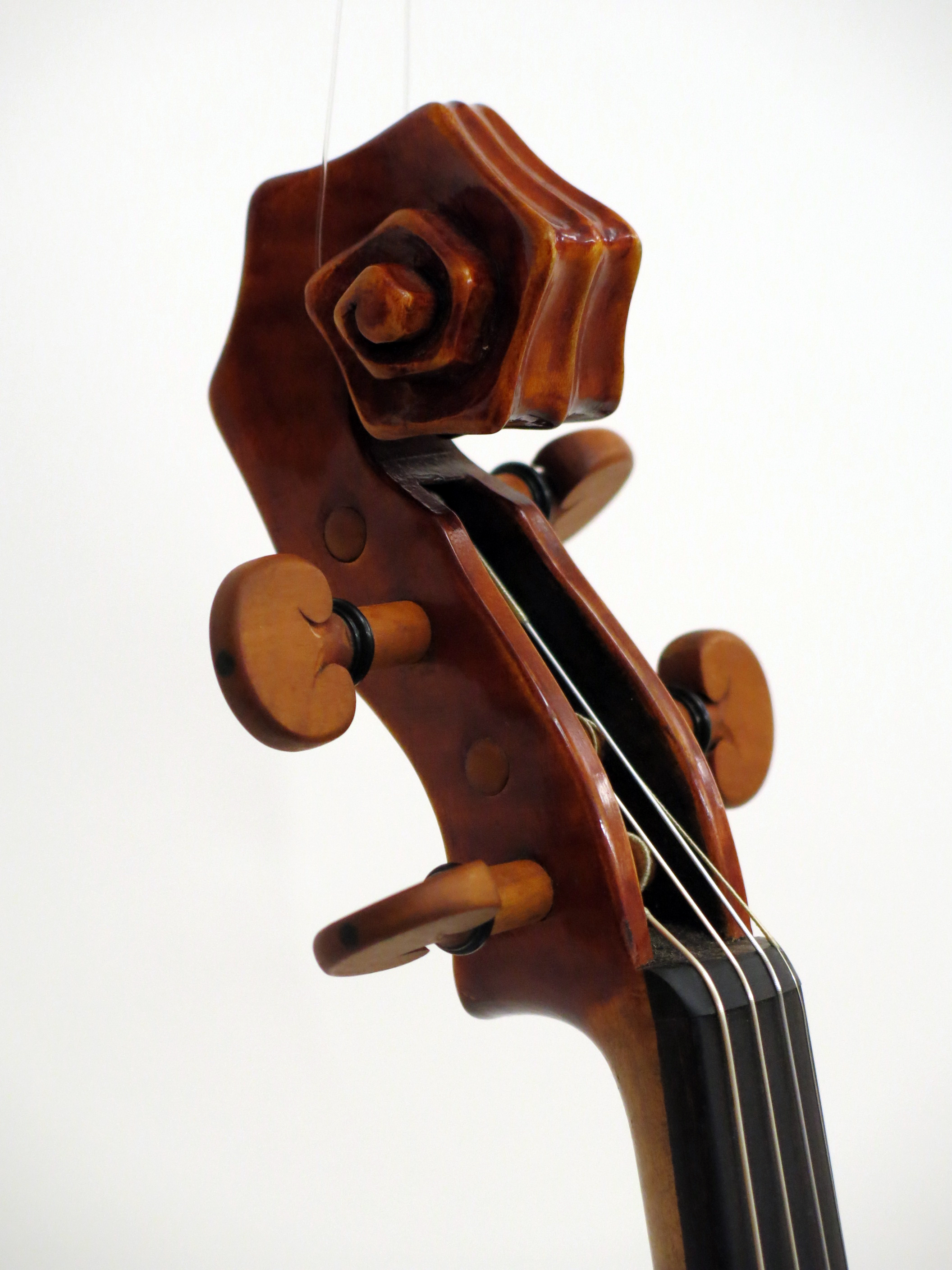
Exemple de clavilles de fusta del violí fet per Guillem Garcia Cubí, amb formes inspirades en l'obra de Gaudí

Les clavilles estan fixades al claviller, al voltant del qual es posa un extrem de la corda per a afinar-la. En fer voltar la clavilla, es modifica la tensió de la corda i, per tant, l'afinació de la nota que produeix. Les clavilles de fusta les trobem sovint en els instruments d'arquet i, les metàl·liques, en instruments de teclats, els saltiris o les arpes. Les de fusta es poden fer voltar directament amb els dits, mentre que les metàl·liques solen requerir l'ajut d'una clau d'afinació. Hi ha també clavilles que tenen un mecanisme de vis sense fi, com en les guitarres.

## Bibliografia

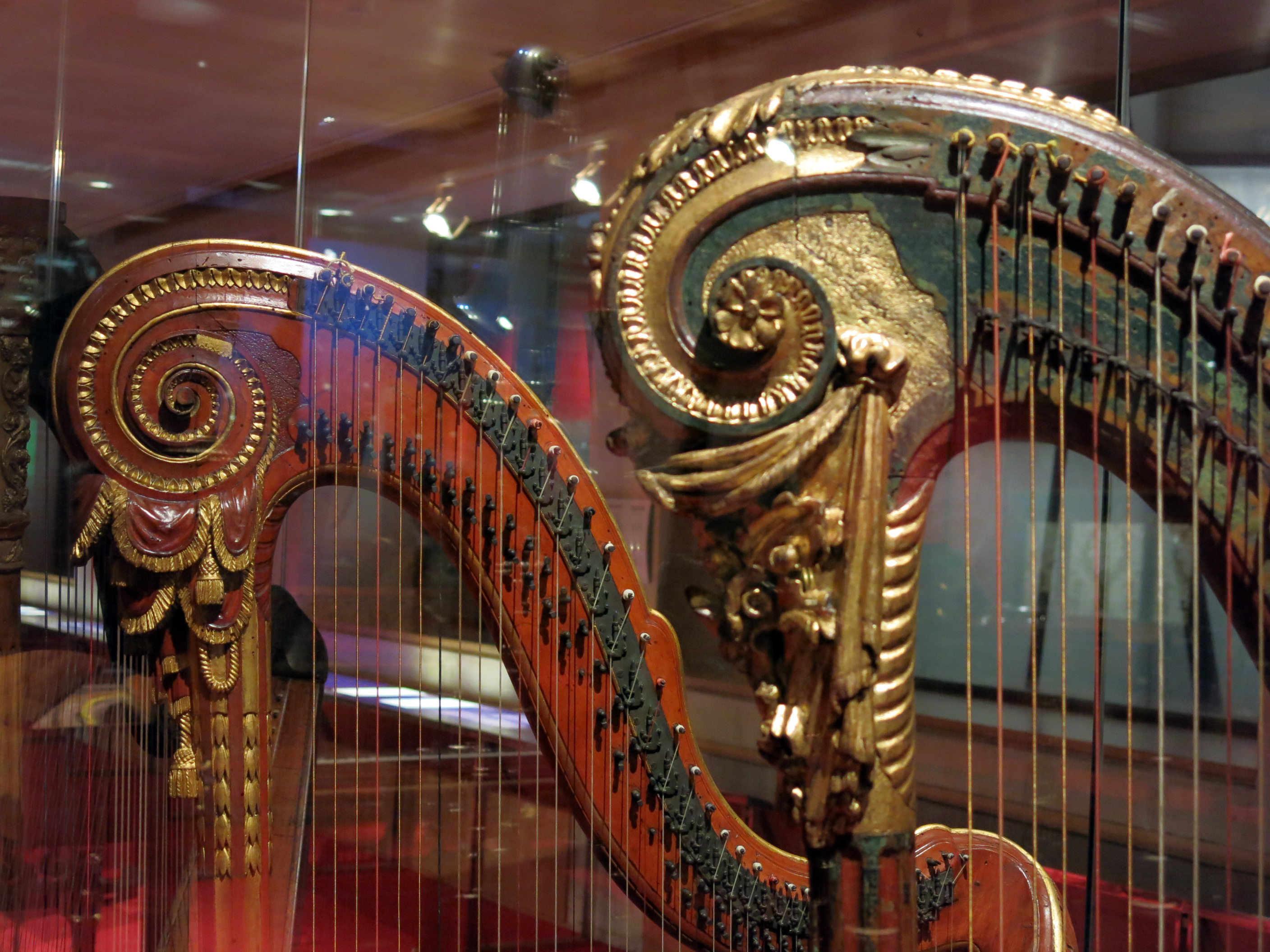
Exemple de clavilles metàl·liques a les arpes